# Бельвельо
Бельвельо (итал. Belveglio) — коммуна в Италии, располагается в регионе Пьемонт, в провинции Асти.
Население составляет 331 человек (2008 г.), плотность населения составляет 62 чел./км². Занимает площадь 5 км². Почтовый индекс — 14040. Телефонный код — 0141.
В коммуне 8 сентября особо празднуется Рождество Пресвятой Богородицы.

## Демография
Динамика населения:

## Администрация коммуны
- Официальный сайт: http://www.comune.belveglio.at.it/